# Okienka encyklopedyczne
Okienka encyklopedyczne – komponent szeroko rozumianej makrostruktury słowników. Inna nazwa: okienka informacyjne.
W słownikach  dwujęzycznych są to dodatkowe informacje realioznawcze – zamieszczane w odpowiednich ramkach na wyróżniającym się tle  –  o instytucjach (np.  Sejm, Bundestag),  zwyczajach typowych dla danego kraju, a nieznanych w tym drugim kraju  (np.  Oktoberfest, Lederhose w Niemczech, tłusty czwartek, andrzejki w Polsce), o realiach geograficznych (np. neue/alte Bundesländer). Informacje takie w słownikach bilingwalnych wskazane są szczególnie przy ekwiwalencji zerowej (brak analogicznych semantycznie leksemów w drugim języku). W okienkach encyklopedycznych są też prezentowane pewne zjawiska językowe, jak tautonimy (fałszywi przyjaciele tłumacza) lub paronimy (wyjaśnienie różnicy znaczeniowej pomiędzy podobnie brzmiącymi original – originell, scheinbar  –   anscheinend),  homonimy (np. niem. der Band, das Band), słownictwo z  danego zakresu, jak (w części niemiecko–polskiej): Schulnoten, Auf dem Postamt, Frisur, Chatten im Internet (czatowanie w Internecie), (w części polsko-niemieckiej): Zwroty związane ze szkołą, Piłka nożna, Figury szachowe, Potrawy, Rozmowa telefoniczna. Ponadto: niemieckie czasowniki złożone i czasowniki prefiksalne (np. różnice semantyczne pomiędzy: bezeichnen, aufzeichnen, unterzeichnen, sich auszeichnen –  z polskimi ekwiwalentami), przykłady na rekcję czasowników niemieckich, różnice w użyciu niemieckich  spójników: damit/um ..zu, formy adresatywne. 
Ponieważ okienka encyklopedyczne istnieją obok mikrostruktury i lematyzacji, nazywane są „strukturami pośrednimi” (niem. Mediostruktur). 